# Марютина, Татьяна Михайловна
Татья́на Миха́йловна Марю́тина (род. 20 апреля 1947) — советский и российский психолог. Доктор психологических наук, профессор, заведующая кафедрой дифференциальной психологии и психофизиологии Института психологии им. Л. С. Выготского РГГУ, кафедрой общей психологии МГППУ, ведущий научный сотрудник ПИ РАО, эксперт ВАК.

## Биография
1969—1973 гг. — биологический факультет МГУ им. М.В.Ломоносова, специализация «Физиология ВНД»
1970 году получает второе высшее образование на психологическом факультете МГУ.
1993 году — присвоение степени доктора психологических наук, защитив диссертацию на тему «Роль генотипа и среды в формировании психофизиологических механизмов переработки информации».
1999 году — лауреат премии правительства РФ в области образования.

## Научная деятельность

### Преподаваемые предметы
- Дифференциальная психофизиология
- Дифференциальная психология
- Психогенетика
- Психофизиология
- Общая психология

### Публикации
Автор более 100 научных публикаций. Из них основные:
- Психогенетика. Учебное пособие. М.: Аспект Пресс, 2000. — 447 с. (в соавторстве с И.В. Равич-Щербо, А.Л. Григоренко) ISBN 5-7567-0417-5
- Естественнонаучные аспекты психологии: Краткий терминологический словарь. Москва-Воронеж., МПСИ, 2002 (в соавторстве с О.Ю. Ермолаевым) ISBN 5-89502-458-0
- Психология развития. М., 2001. (в соавторстве с Т.Д. Марцинковской и др.) ISBN 5-7695-0642-3
- Введение в психофизиологию. Учебное пособие. М., 2001. (в соавторстве с О.Ю. Ермолаевым) ISBN 978-5-89502-121-7
- Купер К. Индивидуальные различия. М., 2000. (перевод) ISBN 5-7567-0129-X

### Научно-исследовательские гранты и проекты
1. грант МНФ, 1995, № ZZ 5000/375 «Разработка системы предикторов индивидуального развития»
2. проект РГНФ, 1996, №96-03-04203 «Индивидуально-психологические особенности детей 7-8 лет как предикторы их последующего умственного развития и успешности школьного обучения»
3. проект РФФИ, 1999, №99-06-80077 «Психофизиологические предикторы интеллекта. (Онтогенетическое исследование)»
4. проект РГНФ, 1999, №99-06-00096а «Семейные предикторы школьной готовности и творческого мышления детей 6-7 лет: сравнительный анализ двух популяций».

## Награды и конкурсы
1. 1996 год Институт Открытое Общество. Лауреат конкурса «Новые книги по социальным наукам для высшей школы».
2. 1999 год награждена премией Правительства Российской Федерации в области образования за цикл исследований по теме «Отечественная Психогенетика как область науки и учебная дисциплина».
3. 2002 год стала лауреатом конкурса «Грант Москвы» в области гуманитарных наук.
4. 2004 год награждена медалью им. Г.И. Челпанова (1 степени) «За вклад в развитие психологической науки».
5. 2005 год стала лауреатом конкурса «Грант Москвы» в области гуманитарных наук.
6. 2006 год награждена медалью К.Д. Ушинского за заслуги в области педагогических наук.